# Battaglia del monte Sorrel
La battaglia del monte Sorrel si combatté tra il 2 e il 14 giugno 1916 durante la prima guerra mondiale, per il possesso di un piccolo rilievo vicino a Ypres, in Belgio. Dopo un iniziale successo tedesco, gli alleati riconquistarono alcuni giorni più tardi le posizioni perse.

## Preludio
Durante la Grande Guerra la città belga di Ypres vide tra i più aspri combattimenti dell'intero conflitto, e per tutta la sua durata le truppe di entrambi gli schieramenti combatterono duramente per il possesso della zona. Ypres è circondata da vari rilievi di minima altezza, che tuttavia conferiscono un buon controllo della zona circostante; tra questi il monte Sorrel, una collina alta 30 metri, che nell'estate del 1916 era in possesso della Triplice Intesa ed era difesa dalle truppe canadesi. Il generale tedesco Erich von Falkenhayn, determinato a detenere il controllo di Ypres, decise quindi di concentrare la nuova offensiva contro le posizioni del monte Sorrel, che vennero prese di mira a partire dal giugno 1916.

## Battaglia

### Attacco tedesco
Il 2 giugno il monte Sorrel fu sottoposto a un intensissimo bombardamento da parte dell'artiglieria tedesca, che unito alle piogge torrenziali di quei giorni rese la situazione delle truppe canadesi molto difficile. Contemporaneamente, i tedeschi scavarono delle gallerie sotto il campo di battaglia, facendo poi detonare delle mine e quindi crollare numerose trincee alleate. Ritenendo sufficientemente indebolito il fronte del monte Sorrel, i comandi tedeschi ordinarono quindi un massiccio attacco di fanteria per il 3 giugno.
L'attacco tedesco inizialmente fu devastante, sorprendendo le posizioni canadesi e i loro comandanti: il maggior generale Malcolm Mercer fu ucciso da un'esplosione, mentre il brigadier generale Victor Williams fu gravemente ferito e catturato. La coesione canadese crollò, e i tedeschi poterono conquistare il monte Sorrel, così come le vicine cime 61 e 62. Un contrattacco canadese nello stesso 3 giugno fu poi respinto dai tedeschi.

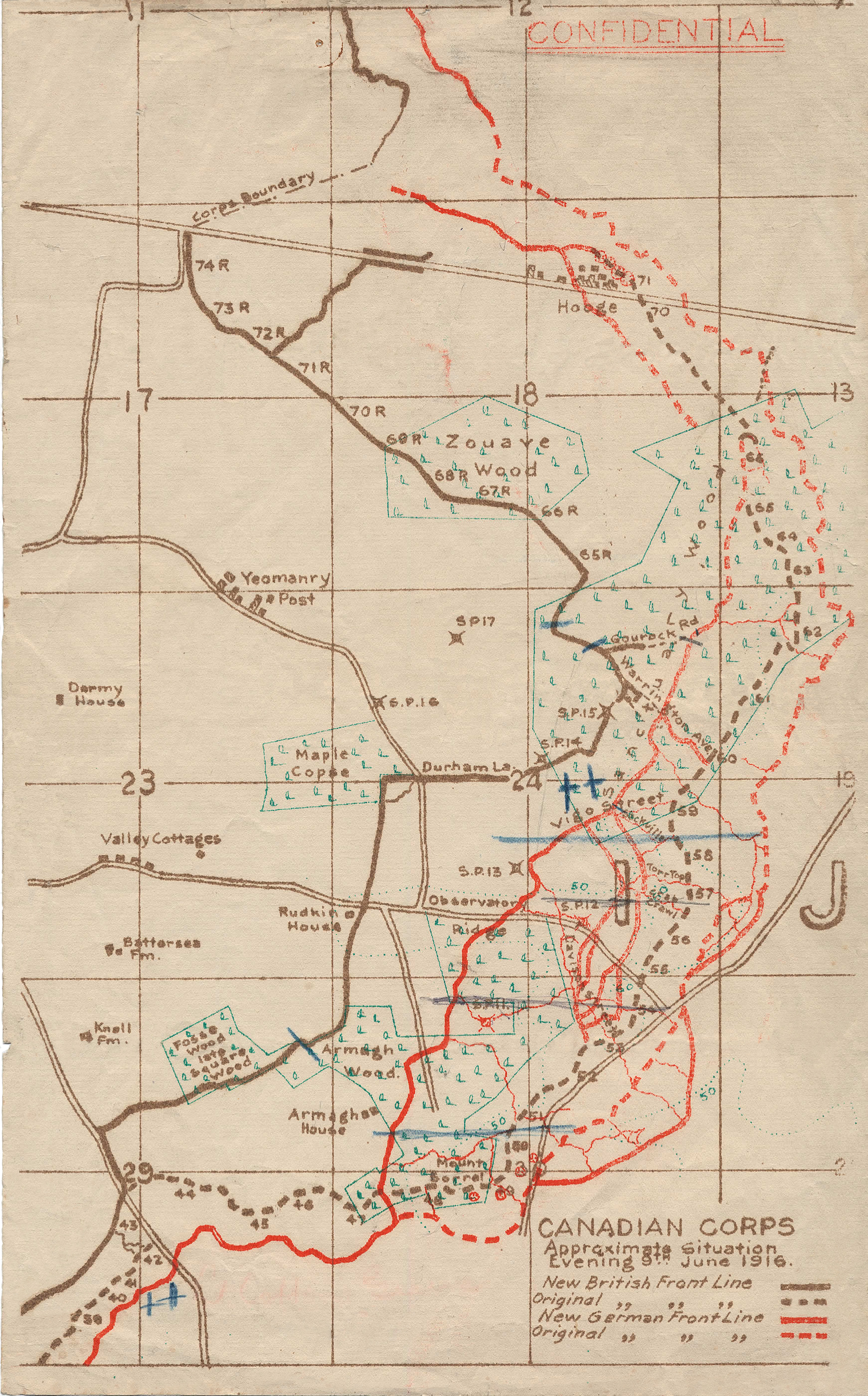
Mappa del fronte del monte Sorrel durante la battaglia

La perdita del monte Sorrel metteva a rischio la tenuta del fronte di Ypres, allora in mano all'Intesa, e riconquistarlo era quindi prioritario, anche se proprio allora i comandi britannici stavano preparando l'offensiva sul fiume Somme e non intendevano mandare altri aiuti nel settore belga.

### Contrattacco canadese
In soccorso dei canadesi giunse solo la 2ª Brigata di Cavalleria britannica, e dopo alcuni giorni di stallo il 9 giugno gli alleati contrattaccarono nuovamente, decisi a riconquistare le posizioni perse sotto la direzione del nuovo comandante Julian Byng. I canadesi riconquistarono alcune posizioni sulla collina, ma ormai le trincee erano talmente malmesse da non offrire alcuna protezione, e i soldati furono decimati dal fuoco tedesco e costretti a ritirarsi nuovamente. Inizialmente respinto, il contrattacco tuttavia indebolì le posizioni tedesche, e nella notte del 13 giugno Byng ordinò un nuovo assalto, che riuscì nell'intento di riconquistare il monte Sorrel, ripristinando di fatto la situazione precedente alla battaglia. L'ultimo attacco canadese colse di sorpresa i tedeschi, e furono fatte alcune centinaia di prigionieri.
Il contingente canadese fu decimato dall'offensiva tedesca, con più di 8000 tra morti, feriti e dispersi; molti reparti del Canadian Expeditionary Force erano semidistrutti, tanto che dopo la battaglia il 4º Reggimento Fucilieri a Cavallo aveva perso l'89% dei propri effettivi, e solo 76 soldati su 702 erano ancora in grado di combattere. I canadesi rimasero a difendere il monte Sorrel fino all'agosto successivo, quando furono richiamati per partecipare alla battaglia della Somme.

## Memoria
In memoria dei caduti canadesi, nel dopoguerra sul monte Sorrel fu eretto un monumento.